# Пирс, Мишель
Мише́ль Рене́ Пирс (англ. Michelle Renee Pierce; 27 августа 1987, Пало-Алто, Калифорния, США) — американская актриса

.

## Биография и карьера
Мишель Рене Пирс родилась 27 августа 1987 года в Пало-Алто (штат Калифорния, США). У неё есть две сестры и брат. Её прабабушкой была Хелен Брэй — одна из первых голливудских актрис немого кино, звезда многих немых фильмов начала XX века.
Пирс посещала Калифорнийский университет в Лос-Анджелесе и после окончания университета получила роли в таких телесериалах, как «C.S.I.: Место преступления Нью-Йорк» и «Дни нашей жизни». Она также появилась в «Отчаянных домохозяйках», «Мыслить как преступник», «C.S.I.: Место преступления Майами» и «Правилах совместной жизни», среди прочих. Она также сыграла небольшую роль в блокбастере 2007 года «Трансформеры».
В 2009 году она появилась в эпизоде «Новая подруга Джеффа» телесериала «Правила совместной жизни» в роли Аманды, новой подруги Рассела. Проблема: Рассел видит фотографию её матери, с которой у него было на «одну ночь». Он не знает, является ли Аманда его дочерью, пока он не получит результаты теста ДНК.
2 марта 2010 года Пирс дебютировал в качестве персонажа второго плана в шоу CBS «Морская полиция: Спецотдел», играя подругу (впоследствии невесту и жену) персонажа Брайана Дитцена Джимми Палмера.
Пирс также сыграла роль в фильме ужасов 2013 года «Обезьянья лапа». Фильм основан на одноимённом рассказе У. У. Джекобса, и в нём также сыграли Стивен Лэнг, С.Дж. Томасон, Корбин Блю и Чарльз С. Даттон. Фильм вышел в кинотеатрах 8 октября 2013 года.

## Избранная фильмография
| Год       |   | Русское название                              | Оригинальное название      | Роль                    |
| --------- | - | --------------------------------------------- | -------------------------- | ----------------------- |
| 2005      | с | Узнай врага                                   | Sleeper Cell               | Юная красотка           |
| 2005—2007 | с | Дни нашей жизни                               | Days of Our Lives          | Мэдисон / Дженна Пауэрс |
| 2006      | с | Мыслить как преступник                        | Criminal Minds             | Тиффани Спирс           |
| 2006      | с | C.S.I.: Место преступления Нью-Йорк           | CSI: NY                    | Дженнифер Андерсон      |
| 2006—2007 | с | Отчаянные домохозяйки                         | Desperate Housewives       | Тэмми Синклер-Роуленд   |
| 2007      | ф | Трансформеры                                  | Transformers               | «Светская львица»       |
| 2009      | с | Правила совместной жизни                      | Rules of Engagement        | Аманда                  |
| 2009      | с | C.S.I.: Место преступления Майами             | CSI: Miami                 | Сюзанн Грейди           |
| 2010      | с | Все мои дети                                  | All My Children            | Жасмин                  |
| 2010—2015 | с | Морская полиция: Спецотдел                    | NCIS                       | Брина Слейтер-Палмер    |
| 2011      | ф | Инопланетное вторжение: Битва за Лос-Анджелес | Battle: Los Angeles        | Шелли                   |
| 2011      | с | Молодые и дерзкие                             | The Young and the Restless | Блондинка               |